# Сиреномелія
Сиреномелія (лат. sirenomelia; дав.-гр. σειρήν — сирена + μέλος — частина тіла, кінцівку) (син.: синдром русалки, сімпус, сирена) — аномалія розвитку у вигляді зрощення нижніх кінцівок. Кінцівки зростаються таким чином, що стають схожі на хвіст риби, а сама дитина на русалку або сирену (звідси назва). Також часто відсутні зовнішні статеві органи, недорозвинений шлунково-кишковий тракт і неперфорований анус.
Зустрічається в одному випадку на 100 000 народжених і, як правило, призводить до смерті через 1-2 дні після народження через аномалії розвитку і функціонування нирок і сечового міхура. Однак відомі випадки, коли діти з сиреномелією (навіть без хірургічної операції) жили кілька років. Так, американська дівчинка Шайло Пепин, що страждала сиреномелією, прожила понад 10 років.